# On Frail Wings of Vanity and Wax
On Frail Wings Of Vanity And Wax — дебютный студийный альбом калифорнийской пост-хардкор-группы Alesana. Первоначально выпущен в 2006 году Tragic Hero Records, но позже был повторно выпущен Fearless Records в 2007 году. Содержит много аналогий с греческой мифологией и средневековьем. Название обращается к греческому мифу о Икаре, крылья которого были сделаны из воска и растаяли, когда он попытался достичь солнце.

## Список композиций
Все тексты написаны Деннисом Ли и Шоном Майлком, вся музыка написана группой Alesana.
| №                   | Название                           | Длительность |
| ------------------- | ---------------------------------- | ------------ |
| 1.                  | «Icarus»                           | 1:00         |
| 2.                  | «Ambrosia»                         | 3:05         |
| 3.                  | «Pathetic, Ordinary»               | 4:00         |
| 4.                  | «Alchemy Sounded Good at the Time» | 4:14         |
| 5.                  | «Daggers Speak Louder Than Words»  | 3:27         |
| 6.                  | «Last Three Letters»               | 3:33         |
| 7.                  | «Apology»                          | 5:18         |
| 8.                  | «Tilting the Hourglass»            | 3:49         |
| 9.                  | «This Conversation Is Over»        | 3:24         |
| 10.                 | «Congratulations, I Hate You»      | 4:02         |
| 11.                 | «Third Temptation of Paris»        | 3:42         |
| 12.                 | «A Siren's Soliloquy»              | 4:01         |
| 13.                 | «Nero's Decay»                     | 4:26         |
| Общая длительность: | Общая длительность:                | 48:01        |

| №                   | Название             | Длительность |
| ------------------- | -------------------- | ------------ |
| 14.                 | «Early Mourning»     | 3:54         |
| 15.                 | «Apology (Acoustic)» | 3:59         |
| Общая длительность: | Общая длительность:  | 55:54        |

### Бонусные видео
- Ambrosia [Live]
- Apology [Live]
- Congratulations, I Hate You [Live]
- Tilting The Hourglass [Live]
- Интервью